# Styringomyia melanopinax festiva
Styringomyia melanopinax là một phân loài ruồi của loài Styringomyia melanopinax trong họ Limoniidae. Chúng phân bố ở miền Australasia.